# Laurent Rigal
Laurent Rigal est un journaliste sportif français. Après une carrière au sein de Motors TV puis chez Eurosport, il officie à partir de mars 2019 au sein du groupe Canal+, et est le commentateur des Grands Prix MotoGP en duo avec Randy de Puniet depuis mars 2022.

## Biographie

### Origine et famille
Laurent Rigal est le fils d'Hubert Rigal, un ancien pilote moto qui a entre autres fini 6e du Bol d'Or 1973. Ainsi, durant son adolescence, Laurent a piloté en Aprilia Cup. En parallèle, il développe une passion pour la musique et devient DJ, s'y adonnant notamment l'été dans des bars de plage près d'Hossegor.

### Carrière
De 2000 à 2002, il fréquente l’école de radio Studec. Ainsi, de 2001 à 2003, il est animateur au sein de la station Voltage où il présente en particulier l'émission Double F en soirée. Il fait aussi un passage sur Europe 2.
En 2004, il a l'occasion de réaliser un stage chez Motors TV, où il signe rapidement un contrat. Il est alors régulièrement aux commentaires de différents sports mécaniques et réalise également des sujets.
En 2015, il rejoint Eurosport. Il débute à ce moment aux commentaires des Grands Prix Moto2 et Moto3.
En 2019, il se dirige vers le groupe Canal+ qui vient d'acquérir les droits de diffusions des deux catégories ainsi que du MotoGP. Il fait désormais partie d'une équipe composée de Louis Rossi, Sylvain Guintoli, Marina Lorenzo, Randy de Puniet et David Dumain. Son rôle est de commenter les Grands Prix Moto2 et Moto3 à l’instar de ce qu'il faisait chez Eurosport. 
Début 2022, il est choisi pour remplacer David Dumain aux commentaires du MotoGP aux côtés du consultant Randy de Puniet,. Les deux autres catégories seront désormais suivies par Antoine Arlot. Il ponctue chaque départ des Grand Prix par un « Et boum ! »,.
En 2023, son commentaire de la première victoire en Grand Prix MotoGP du français Johann Zarco est remarqué.